# Байда-Суховий, Дмитрий Михайлович
Дмитрий Михайлович Байда-Суховий (1882 — 1974) — советский украинский актёр, режиссёр, бандурист, собиратель и пропагандист украинских народных песен, один из основателей украинского кино.

## Биография
Байда-Суховий родился 8 ноября 1882 года на Полтавщине в семье рабочего. Через несколько лет после его рождения семья переехала в Харьков, где его отец работал литейщиком на заводе, а мать — поварихой в больнице профессора Тринклера. В 12 лет Дмитрий устроился на завод подручным, мечтая стать актёром.
В 1895 году был приглашён в труппу Марии Заньковецкой, сначала в качестве танцора и солиста-бандуриста. Сценическую деятельность начал в 1899 году, играл в труппах Николая Садовского, Анисима Суслова, Дмитрия Гайдамаки, Льва Сабинина. В начале XX века имел собственную труппу.
В конце 1900-х заключил договоры о сотрудничестве с организаторами кинопромышленности Александром Дранковым и Александром Ханжонковым, по которым участвовал в съёмках и показах кинофильмов на Украине и Кубани. В 1910—1916 годах одним из первых на Украине снимал театральные постановки. Как режиссёр-постановщик снял фильмы по популярным тогдашним представлениям. Во всех своих фильмах он выступал также как актёр, в частности, в комедии «Кума Хвеська» он играл как мужские, так и женские роли. Немые фильмы озвучивались актёрами, которые за экраном дублировали сами себя, а также музыкой, в частности игрой на бандуре самого Байды-Суховия.
В начале Первой мировой войны Байда-Суховий был мобилизован в действующую армию. Служил музыкантом в тыловом запасном полку. В 1914 г. он снял в Харькове фильм «Песня смерти», где солдат-фронтовик (его также сыграл Байда-Суховий) поёт песню «Спите, орлы боевые» возле братской могилы павших в бою воинов. В январе 1916 года, тоже в Харькове, снял фильм «Спите, орлы боевые или Война и жизнь». В качестве заключительного эпизода Байда-Суховий использовал фильм «Песня смерти». По сюжету, побывавший в тяжелых боях и получивший ранение солдат (Байда-Суховий) возвращается из лазарета домой, где оставил молодую жену (М. Дудник) и немощного отца (Н. Дудник). Радости встреча не принесла — солдат узнал, что в его отсутствие жена бросила старика и весело развлекалась с сыном помещика (Н. Варский). Терзаемый обидой и ревностью, солдат убивает любовника и уходит на кладбище, где похоронены его боевые товарищи. Начинаются галлюцинации: он как бы заново переживает бои, рвётся в атаку, получает ранение. Обессиленный, он поёт песню «Спите, орлы боевые» и тихо умирает сам. Здесь можно усмотреть прямое или опосредованное влияние пропаганды большевиков, писавших в своих листовках: «Помещики и буржуазия гонят народ на убой!»
В 1916 г. Байда-Суховий переехал в Петроград, где вместе с отцом работал на Обуховском, а потом на Путиловском заводе, выполняя военные заказы. С весны 1917 года служил в народной милиции Петрограда.
В 1920 году Дмитрия Байду-Суховия пригласили в Геленджик, где он создал народный театр. Основой труппы театра были актёры, которые во время революции остались в Геленджике, молодые комсомольцы и старые актёры-любители. Параллельно он обучал местную молодёжь театральному делу. Впоследствии в театре создал мастерскую декораций и костюмов. В Геленджике Байда-Суховий женился на представительнице местной семьи творческой интеллигенции Неклюдовых, Фаине Квитке.
В конце 1920-х выступал дуэтом с Досенко-Журбою.
В 1930-е играл в харьковских театрах, гастролировал с украинскими мелодрамами и лирическими комедиями. Во время Второй мировой войны снова создал в Геленджике театр, который действовал с 1941 года до разрушения немецкими войсками в 1942 году. С 1950-х жил на пенсии в Геленджике, периодически принимал участие в праздничных концертах, постановках и творческих вечерах, поездках агитбригады. В этом же городе он и умер в 1974 году.

## Творчество
Как режиссёр-постановщик и одновременно актёр участвовал в фильмах:
- «Кума Хвеська» (1910)
- «Жидовка-выхрестка» (1911)
- «Змея подколодная» (1911)
- «Алим — крымский разбойник» (1911)
- «Сватовство на вечерницах» (1911)
- «Три любви в мешках» (1911)
- «Кругом измена» (1912)
- «Ночь перед Рождеством» (1912)
- «Шельменко-денщик» (1912)
- «Запорожский клад» (1912)
- «Песня смерти» (1914)
- «Спите, орлы боевые» (1916)

Как певец-бандурист успешно выступал на профессиональной сцене, давал концерты на Дальнем Востоке, Кавказе, Средней Азии, по России и др. В частности, в феврале 1930 года играл на гуслях в краевом музее Днепропетровска.